# Seznam izkrcanj druge svetovne vojne
Seznam izkrcanj druge svetovne vojne.

## Seznam

### Zavezniki
- Izkrcanje na Madagaskarju
- Operacija Overlord (izkrcanje v Normandiji)
- Zavezniška invazija na Sicilijo (izkrcanje na Sicilijo)
- Operacija Bakla (izkrcanje v severni Afriki
- Operacija Plaz (izkrcanje pri Salernu v Italiji)
- Operacija Dragoon (izkrcanje na jugu Francije)
- Operacija Shingle (izkrcanje pri Anziu v Italiji)
- Izkrcanje pri Arakanu (Burma)
- Operacija Drakula (izkrcanje pri Rangunu v Burmi)
- Operacija Infatuate (izkrcanje pri Walcherenu na Nizozemskem)
- Izkrcanje na Elbi
- Izkrcanje na Okinavi
- Izkrcanje na Iwo Jimi
- Izkrcanje na Guadalcanalu

### Sile osi
- Izkrcanje v zalivu Lingayen (Japonci se izkrcajo na Filipinih)